# Kirk Maghar
Kirk Maghar (arab. قيراطة) – miejscowość w Syrii, w muhafazie Aleppo. W 2004 roku liczyła 1054 mieszkańców.